# The Waiter
The Waiter (Grieks: Ο σερβιτόρος, 'De ober') is een Griekse dramafilm uit 2018, geregisseerd door Steve Krikris.

## Verhaal
Renos is een traditionele afstandelijke ober met een nauwgezette routine. Hij is een eenling en zorgt voor zijn speciale verzameling kamerplanten. De vondst van het lijk van zijn buurman zorgt voor verstoring van zijn geordende leven. Hij belandt in een driehoeksrelaties met The Blond, een man die in het huis van zijn buurman verblijft, en de brunette Tzina. Om zichzelf en Tzina te redden doodt hij The Blond. Renos verlaat Tzina en doet aangifte van het doden van The Blond.

## Rolverdeling
- Aris Servetalis als Renos
- Giannis Stankoglou als The Blond
- Chiara Gensini als Tzina
- Alexandros Mavropoulos als Thunder